# Storie brevi
Storie brevi è un singolo dei cantautori italiani Tananai e Annalisa, pubblicato il 5 giugno 2024 come settimo estratto dalla riedizione dell'ottavo album in studio E poi siamo finiti nel vortice di Annalisa e successivamente aggiunto anche come secondo estratto dal terzo album in studio CalmoCobra di Tananai.

## Descrizione
Il brano è stato scritto dagli stessi cantautori con Paolo Antonacci e Davide Simonetta, in arte d.whale, quest'ultimo anche produttore del brano con lo stesso Alberto Cotta Ramusino. Intervistati da Andrea Laffranchi per il Corriere della Sera, la coppia ha raccontato il significato della canzone:
(Annalisa)
(Tananai)
Il brano è stato inserito in E poi siamo finiti nel vortice, l'ottavo album in studio di Annalisa, e successivamente anche in CalmoCobra, terzo album in studio di Tananai.
Il 3 settembre 2024 il brano si è aggiudicato la vittoria al Power Hits Estate.

## Promozione
Il brano è stato eseguito in anteprima dai due artisti nel corso del Battiti Live a Giovinazzo il 2 giugno 2024.

## Accoglienza
Il brano è stato accolto positivamente dalla critica musicale italiana.
Claudio Cabona di Rockol scrive che la canzone risulti "suadente" e "un pop delicato, un po' vintage, che rimane in testa, ma senza appiccicarsi in modo ossessivo e colloso, e questo fa la differenza" e che “racchiude l'anima pop di entrambi gli artisti, le cui voci si mescolano e si intrecciano senza fatica". Cabona aggiunge che sebbene “non tutto, dal punto di vista della scrittura, è memorabile”, dall’altro lato “la canzone funziona non solo in questi mesi più caldi” e “il beat che fin dalla prima nota è protagonista della melodia immerge l'ascoltatore in un'atmosfera quasi sognante”.
Federico Pucci di Fanpage.it descrive il brano come un "anti-tormentone", associandolo a Splash di Colapesce Dimartino e Piña colada di Margherita Vicario, con i personaggi raccontati nel testo che "si crogiolano nella loro impossibilità di godersi l'estate". Musicalmente il brano viene inserito dal giornalista nella "tradizione slow disco e pop conturbante anni '70" impostato su "un giro di accordi principale, quello del ritornello, diviso in due, [...] che non solo dà una netta propulsione di accordo in accordo, ma suona come un discorso compiuto e ben articolato, una catena di cause e conseguenze infallibile" su cui si imposta un testo il cui linguaggio si dimostra "un ibrido efficace, che contemporaneamente fagocita l'ascoltatore e le sue abitudini linguistiche banali, mentre lo proietta in un altrove della complicità sensuale e del sogno".
Riccardo De Col, dall'Angolo di Richard scrive: "[...] è il tormentone estivo del momento. Eppure non è un tormentone, ma ciò che tutti vogliono. Annalisa e Tananai hanno capito che i tormentoni estivi estremamente dance ormai sono diventati un cliché, e nella loro unicità artistica propongono qualcosa di diverso, che proprio perché non ha le caratteristiche della classica hit estiva, diventa una hit estiva".

## Video musicale
Il video musicale, diretto da Bendo, è stato reso disponibile il 24 giugno 2024 attraverso il canale YouTube di Tananai. Le riprese sono state svolte presso la Villa Rusconi-Clerici sul lago Maggiore.

## Tracce
Testi e musiche di Alberto Cotta Ramusino, Annalisa Scarrone, Davide Simonetta, Paolo Antonacci.
1. Storie brevi – 2:55

## Classifiche

### Classifiche settimanali
| Classifica (2024) | Posizione massima |
| ----------------- | ----------------- |
| Italia            | 2                 |

### Classifiche di fine anno
| Classifica (2024) | Posizione |
| ----------------- | --------- |
| Italia            | 15        |

## Riconoscimenti
- Music Awards
  - 2024 – Premio Tim Summer Hits
- Power Hits Estate
  - 2024 – Power Hits Estate[21]
- Telegatto
  - 2024 – Canzone dell'estate[22]